# Bacteriën
De bacteriën (Bacteria) vormen een domein van eencellige, doorgaans vrijlevende micro-organismen. De meeste bacteriën zijn slechts enkele micrometers groot – alleen zichtbaar onder de microscoop – en leven in losjes georganiseerde kolonies in bijna alle habitats op Aarde. Ze zijn aanwezig in bodems, in het water, in associatie met planten en dieren, maar ook in extremere omgevingen zoals warmwaterbronnen en zelfs de diepe lagen van de planeet. 
Het lichaam van mensen en dieren is de woonplaats van vele miljarden bacteriën. Veruit het merendeel is onschadelijk en sommige bacteriën vervullen zelfs nuttige functies, zoals de vertering van voedsel. Er zijn echter ook verschillende bacteriesoorten die ernstige besmettelijke ziektes veroorzaken, waaronder cholera, syfilis en tuberculose. Om bacteriële infecties te bestrijden, gebruikt men antibiotica, maar resistentie van bepaalde bacteriestammen tegen antibiotica is een groeiend probleem. Bacteriën spelen een belangrijke rol bij de zuivering van afvalwater, bij de productie van sommige levensmiddelen als kaas en yoghurt, en in de biotechnologie voor de productie van commercieel nuttige chemicaliën.
Bacteriën waren de eerste levensvormen die verschenen op Aarde. In tegenstelling tot de cellen van planten, dieren en andere eukaryoten bevatten de cellen van bacteriën geen kern en weinig andere cellulaire structuren. Ze worden om deze reden als prokaryoten geclassificeerd. In de jaren 1990 ontdekte men op basis van moleculair-genetische gegevens dat prokaryoten bestaan uit twee zeer verschillende groepen organismen: bacteriën en archaea. Bacteriën worden bestudeerd in een wetenschapstak genaamd microbiologie.

## Oorsprong en vroege evolutie

Fylogenetische stamboom van bacteriën, archaea en eukaryoten, met de laatste universele gemeenschappelijke voorouder (LUCA) aan de wortel van de boom.

Bacterieachtige levensvormen komen al vele miljarden jaren op Aarde voor. De vroege voorouders van bacteriën verschenen volgens evolutionaire analyses ongeveer 4 miljard jaar geleden. Voor ruim 3 miljard jaar vormden bacteriën en andere microscopische organismen de dominante vorm van leven op Aarde. Zij leefden in eerste instantie uitsluitend in de oceanen, maar vanaf ongeveer 3.2 miljard jaar geleden kwam er ook voor het eerst microbieel leven op land voor.
Hoewel er fossiele overblijfselen van bacteriën bestaan – zogenaamde stromatolieten – zijn bacteriële cellen te klein en te weinig morfologisch verschillend om een precieze reconstructie te maken van hun evolutionaire geschiedenis. Het is echter wel mogelijk om aan de hand van genetische sequenties de fylogenie van bacteriën in kaart te brengen. Zo kan men bijvoorbeeld zeggen hoe bacteriegroepen verwant zijn aan elkaar, en hoe groepen van elkaar zijn afgesplitst in de evolutie. De recentste gemeenschappelijke voorouder van bacteriën en archaea was vermoedelijk een hyperthermofiel organisme, dat 2.5 miljard–3.2 miljard jaar geleden leefde.

## Leefomgevingen
Bacteriën zijn overal. Ze leven in iedere ecologische niche op Aarde, zoals de bodems, rotsen, in meren en zeeën, in arctisch ijs, diep in de aardkorst en zelfs in uiterst onherbergzame plaatsen zoals warmwaterbronnen en radioactief afval. De reden dat bacteriën al deze omgevingen kunnen overleven is dat ze hun biochemie tot in de diepste finesses hebben aangepast. Dit laat toe dat bacteriën zeer verschillende energiebronnen kunnen benutten en verbindingen metaboliseren. Er wordt geschat dat er ruim 2×1030 bacteriële cellen op aarde voorkomen, met een gezamenlijke biomassa die alleen door planten wordt overschreden. Bacteriën komen ook in grote getale voor op de lichamen van planten en dieren. De meeste veroorzaken geen ziekte, maar vervullen juist nuttige functies, zoals de vertering van voedsel.
Bacteriën zijn bijzonder talrijk in de grond. Een enkele gram vruchtbare aarde kan al makkelijk enkele miljarden bacteriecellen bevatten. Bacteriële gemeenschappen in bodems spelen een essentiële rol in de omzetting van dood organisch materiaal, het vastleggen van stikstof en het in evenwicht houden van de nutriëntenkringloop. In de zee leven minstens 3×1026 bacteriën, samen zijn zij verantwoordelijk voor de primaire productie van ongeveer 50% van de zuurstof in de atmosfeer. Bacteriën komen ook voor in de lucht. Een kubieke meter buitenlucht bevat naar schatting ongeveer honderd miljoen individuele cellen. Slechts 2% (maar waarschijnlijk minder) van de bacteriën die op aarde voorkomen is door de mens bestudeerd. Hoewel ze overal leven, zijn bacteriën niet zomaar te isoleren en in het laboratorium te kweken. De meeste hebben specifieke omgevingscondities en interacties met andere organismen nodig die vrijwel niet te repliceren zijn in een lab. Het in cultuur brengen van bacteriën voor bestudering is een van de grote vraagstukken van de moderne microbiologie.
| Habitat                                 | Soort                   | Verwijzing |
| --------------------------------------- | ----------------------- | ---------- |
| Koud (–15 °C), arctisch ijs             | Cryptoendoliths         | [ 8 ]      |
| Heet (80–100 °C), geisers               | Thermus aquaticus       | [ 9 ]      |
| Straling (50.000 gray)                  | Deinococcus radiodurans | [ 8 ]      |
| Salien (47% zout), zoals in de Dode Zee | Vele soorten            | [ 9 ]      |
| Zuur (pH van 3,0)                       | Vele soorten            | [ 5 ]      |
| Basisch (pH van 12,8)                   | Betaproteobacteria      | [ 8 ]      |
| Ruimte (zes jaar op een NASA-satelliet) | Bacillus subtilis       | [ 8 ]      |
| Ondergronds (tot ruim 3,2 km diepte)    | Vele soorten            | [ 8 ]      |
| Hoge druk (Marianentrog – 1200 atm)     | Moritella, Shewanella   | [ 8 ]      |

## Bouw

Structuur van een bacterie

Het inwendige van een bacterie bestaat uit cytoplasma met daarin onder andere het DNA. Het cytoplasma wordt omgeven door een celmembraan. Bij de meeste bacteriesoorten zit hier omheen een celwand op basis van peptidoglycaan. Veel bacteriën kunnen om de celwand nog een kapsel, een slijmlaag of een celenvelop hebben. Bacteriën kunnen verder uitsteeksels hebben aan de buitenkant in de vorm van flagellen en/of pili.

## Variatie
Bacteriën kunnen op verschillende manieren praktisch van elkaar worden onderscheiden. Bacteriën worden onderverdeeld op basis van drie kenmerkgroepen:
- de vorm en de ligging van bacteriën ten opzichte van elkaar;
- de aard van de celwand;
- voedsel en het onderscheid aeroob/anaeroob (wel of geen zuurstof nodig).

### Vorm

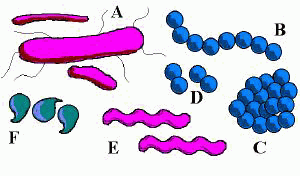
A. staafvormig, B. bolvormig, C. bolvormig in clusters, D. bolvormig in paren, E. spiraalvormig, F. kommavormig

Bacterievormen

De vorm van de bacteriën wordt gebruikt voor de systematische indeling, zonder dat daardoor tegelijk ook relaties in verwantschap worden aangegeven. Op basis van vorm en ligging kan men al veel bacteriën van elkaar onderscheiden. Zo onderscheidt men kokken, die bolvormig zijn, staven, die een grote variatie in lengte, doorsnede en vorm kunnen hebben en spiraalvormige micro-organismen, die een kurkentrekkerstructuur of kommavorm hebben. De manier waarop de cellen ten opzichte van elkaar liggen kan ook verschillen, doordat na de deling de dochtercellen (de nieuw gevormde bacteriën) vaak op karakteristieke wijze bij elkaar blijven liggen.
Te onderscheiden zijn:
- kokken (bolvormige bacteriën), rond van vorm, al of niet losliggend. Voorbeelden Streptococcus, Sarcina.
  - streptokokken, liggen in ketens of in paren
  - stafylokokken, liggen in groepjes (druiventrosvorm, van Gr. σταφυλή staphulé, druiventros)
- bacillen (staafvormig), bijvoorbeeld nitraatbacterie, pestbacterie
- vibrionen (kommabacillen), gebogen staafjes in de vorm van een deel van een spiraal. Voorbeeld Vibrio cholerae.
- spirillen (spiraalbacteriën), spiraalvormige gewonden staafjes.
- straalzwammen (Actinobacteria), schimmelachtige vormen bestaande uit staafvormige onbeweeglijke cellen. Meestal met straalvormige vertakkingen van zeer dunne lange draden.

### Celwand
De celwand van bacteriën bestaat uit peptidoglycaan (mureïne). Door middel van een gramkleuring kan zichtbaar worden gemaakt of deze laag dik of dun is. De celwand omsluit de celmembraan van de bacterie-cel.
- Bacteriën met een dikke wand van peptidoglycaan zijn de grampositieve bacteriën. Grampositieve bacteriën hebben meestal geen extra membraan aan de buitenkant van het omhulsel, maar een aantal soorten heeft wel een extra omhullend laagje. Mycobacteria zijn wel grampositief, maar hebben aan de buitenkant een hydrofoob wasachtig laagje. Daarom zijn zij alleen goed kleurbaar met een speciale kleurtechniek, zoals de Ziehl-Neelsen-kleuring.
Bacteriën van het phylum Deinococcus-Thermus zijn grampositief, maar hebben wél een extra membraan aan de buitenkant.
- Bacteriën met een dunne wand van peptidoglycaan. Dit zijn de gramnegatieve bacteriën, die gewoonlijk een extra membraan aan de buitenkant van het omhulsel hebben. Het buitenmembraan maakt deze bacteriën vaak ziekteverwekkend.
- Bacteriën zonder celwand. Er zijn bacteriën die van nature geen celwand bezitten, zoals de leden van de klasse Mollicutes, waartoe ook de Mycoplasma’s behoren. Dit zijn parasitair levende bacteriën die binnen de cellen van hun gastheer leven. Daarnaast zijn er celwandloze bacteriën die zich ontwikkeld hebben uit bacteriën mét een celwand, onder invloed van antibiotica of een andere chemische stof. Deze worden L-vormen genoemd.

### Voedsel

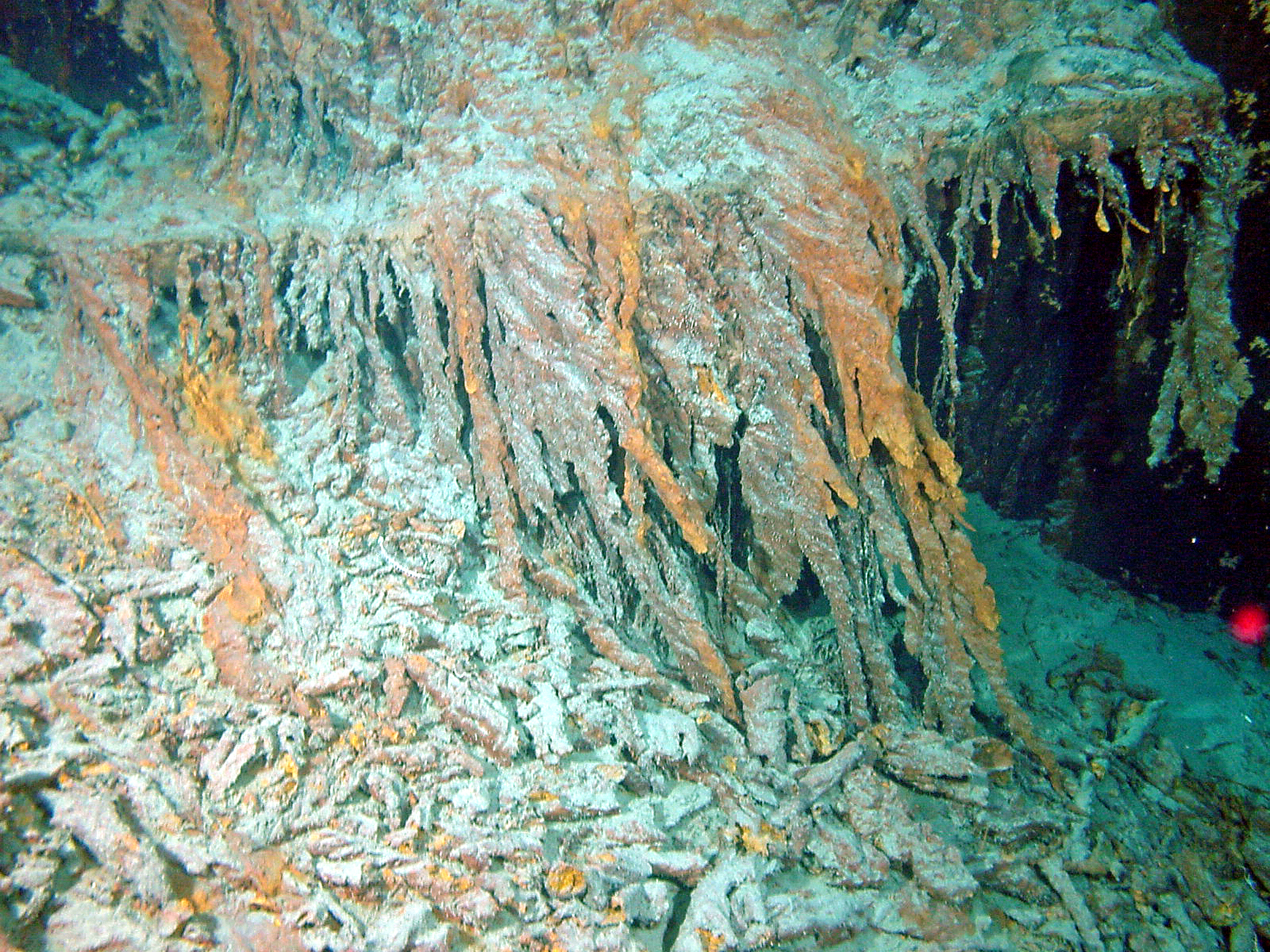
Halomonas titanicae is een chemoautotrofe bacterie die zich voedt met het roest van de gezonken Titanic.

Tussen de bacteriën zijn heterotrofe en autotrofe bacteriën te vinden:
- Heterotrofe bacteriën moeten organische voedingsstoffen opnemen om te leven. Binnen de groep heterotrofe bacteriën kan onderscheid gemaakt worden tussen parasieten en saprofyten.
  - Heterotrofe bacteriën die, tot schade van deze organismen, hun voedingsstoffen uit levende wezens betrekken worden pathogenen (ziekteverwekkers), of parasieten genoemd.
  - Roofbacteriën die andere bacteriën opeten. Sommige dringen de bacteriën binnen en vermenigvuldigen zich aldaar. Anderen zuigen de bacteriën leeg.[11]
  - Bacteriën die hun voedingsstoffen uit dood materiaal halen, heten in de biologie saprofyten (sapros = verrot). Deze bacteriën zijn de oorzaak van het rotten van voedingsmiddelen.
- Autotrofe bacteriën zijn in staat om hun eigen organische stoffen te produceren. Ze zijn in te delen naar hun energiebron:
  - Fotoautotrofe bacteriën halen middels fotosynthese hun energie uit zonlicht. De autotrofe cyanobacteriën of blauwalgen bezitten de kleurstof fycocyanine waarmee ze fotosynthese bedrijven. Blauwalgen komen voor als losse cellen, of in kolonies van draadvormige celgroepen, waarin de afzonderlijke bacteriën door een schede worden samengehouden, bijvoorbeeld ijzerbacteriën.
  - Chemoautotrofe bacteriën halen hun energie uit stoffen uit hun omgeving.

## Omgevingsfactoren

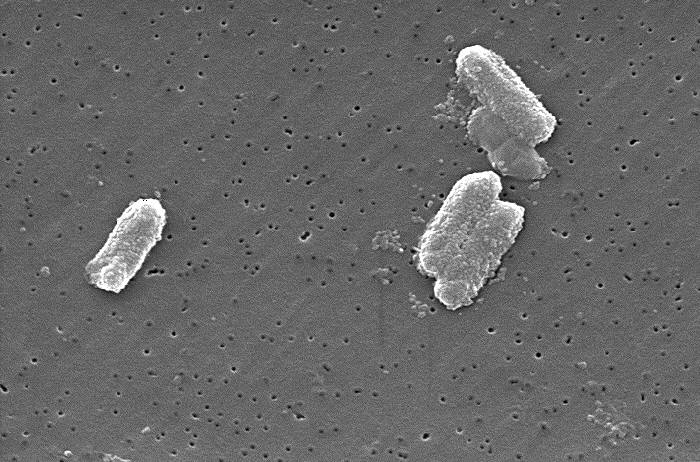
Citrobacter freundii

Bacteriën gedijen beter of slechter afhankelijk van de volgende omgevingsfactoren:
- Zuurstofgehalte: aerobe bacteriën hebben een zuurstofrijk milieu nodig, anders stoppen ze met groeien en delen; anaerobe bacteriën hebben juist een zuurstofarm milieu nodig.
- Vochtigheid: de beschikbaarheid van water is voor bacteriën essentieel, met minder water kunnen ze zich minder snel voortplanten.
- Temperatuur: beneden 0° Celsius vormen bacteriën endosporen; tussen 30 °C en 40 °C delen ze het snelst, bij verhitting boven 70 °C gaan ze dood.
- Zuurgraad: de meeste bacteriën gedijen optimaal bij een neutrale pH, maar er zijn uitzonderingen, bijvoorbeeld de melkzuurbacterie.
- Voedingsstoffen: bacteriën komen voor op alle mogelijke voedingsbodems. De meeste bacteriën zijn heterotroof, sommige bacteriën zijn echter zelfvoorzienend (autotroof) via fotosynthese.
- Ultraviolette straling: na blootstelling aan ultraviolette straling gaan bacteriën direct dood.

Bacteriën kunnen verschillende eisen stellen aan het milieu om er te kunnen groeien. Voldoet de omgeving hier niet aan, dan zullen bepaalde bacteriën zich niet vestigen of niet groeien. Omgekeerd kunnen gunstige milieufactoren de groei en vermenigvuldiging weer stimuleren. Volgens de Baas Becking-hypothese geldt voor bacteriën: "Alles is overal, maar het milieu selecteert". 

### Temperatuur
Naar gevoeligheid voor temperatuur worden er drie groepen bacteriën onderscheiden:
- psychrofiele bacteriën met een temperatuurbereik van 5° tot 30° Celsius. Bacteriën die problemen geven bij opslag van voedsel in de koelkast behoren tot deze groep. Ze kunnen bij deze relatief lage temperaturen nog groeien.
- mesofiele bacteriën groeien optimaal tussen 15° en 50° Celsius. De meeste bacteriën behoren tot deze groep en zo ook de meeste voor de mens pathogene bacteriën die een optimumtemperatuur van 35° tot 40° Celsius hebben.
- thermofiele bacteriën waarvan de optimale temperatuur tussen de 50 en 60° Celsius ligt. In hete bronnen worden bacteriën gevonden die kunnen groeien bij temperaturen tot 90°C.

### Zuurgraad
Wat de gevoeligheid voor de zuurgraad van de omgeving betreft kunnen bacteriën ingedeeld worden als
- acidogeen is een micro-organisme dat uit voedselbronnen zuren kan vormen, wat de pH dan doet dalen.
- acidofiel is een micro-organisme dat nog goed kan groeien bij een lage pH.
- alkalifiel is een micro-organisme dat goed kan groeien bij een hoge pH (9-11).

De meeste bacteriën groeien bij een pH van 7 en kunnen over het algemeen een pH bereik van 5 tot 8 tolereren.

### Opgeloste stoffen
De osmotische waarde wordt bepaald door de concentratie opgeloste stof in de omgeving.

### Zuurstof
Naar hun gevoeligheid voor zuurstofspanning worden bacteriën in vier groepen onderverdeeld:
- aeroob - kan uitsluitend gedijen onder aanwezigheid van zuurstof
- facultatief anaeroob - kan leven zowel mét als zonder zuurstof
- micro-aerofiel - hebben wel zuurstof nodig, maar wel in kleine hoeveelheden
- anaeroob - kunnen leven zonder zuurstof (aerotolarant) of kunnen uitsluitend zonder zuurstof overleven (obligaat anaeroob)

## Voortplanting
Bacteriën planten zich voort door binaire deling. De bacterie deelt zich in twee cellen zodanig dat de celinhoud van elke nieuwe cel of dochtercel dezelfde is als de moedercel. Er zijn bacteriesoorten die zich onder gunstige omstandigheden elke 20 minuten kunnen delen.

## Overleven
Verschillende bacteriesoorten hebben verschillende strategieën om te overleven in ongunstige omstandigheden. Sommige bacteriesoorten vormen endosporen: een inwendig (binnen de celwand gevormd) kapsel rond een deel van de celinhoud, waarmee ze, zelfs na tientallen jaren invriezen, of een uur koken, kunnen overleven. Onder gunstigere omstandigheden kiemt uit de endospore vervolgens een nieuwe bacterie. Veel ziekteverwekkende bacteriën kunnen dit niet. Bij andere soorten kapselt de hele bacterie zich in, in een cyste. Zo kan de bacterie een kritieke periode overbruggen, doordat hij zich tijdelijk in een rusttoestand bevindt, met een stilgelegde stofwisseling.
Bacteriën die diep in de aardkorst leven hebben een beperkt voedselaanbod. Er zijn bacteriën bekend die in een sediment leven dat al 66 miljoen jaar begraven is. De hoeveelheid beschikbaar voedsel is er zo gering, en daardoor de stofwisseling van de bacteriën zo traag, dat de bacteriën zich slechts eens in de duizend jaar delen. Het zijn hiermee de traagste organismen op aarde.

## Belang van bacteriën

### In de natuur
- Saprofyten spelen een belangrijke rol bij het omzetten van dood organisch materiaal naar eenvoudige verbindingen.
- Bacteriën spelen een belangrijke rol in de stikstofkringloop.

### In het lichaam
- De darmflora bevat enkele bacteriepopulaties die een rol spelen in de spijsvertering.
- Sommige bacteriën bemoeilijken het overleven en de voortplanting van pathogene bacteriën.
- De Veillonella-bacterie heeft een gunstig effect op het uithoudingsvermogen.[12]

## Ziekteverwekkers bij mens en dieren
Vele soorten bacteriën zijn altijd en overal aanwezig. Veel soorten zijn nooit problematisch, sommige zijn nuttig, andere kunnen bij ernstige verzwakking of andere speciale omstandigheden tot ziekteverschijnselen leiden (pathogeen), weer andere doen dat geregeld. Bij de celstofwisseling van bacteriën kunnen voor de mens schadelijke toxines ontstaan, met als gevolg ziektes als cholera, pest, tetanus. Er zijn veel bacteriën die normaal niet in of op de mens voorkomen en bij contact tot ziekteverschijnselen leiden. Ook kunnen bacteriën zich ongemerkt verspreiden via bacillendragers die zelf geen last ondervinden, maar wel de bacterie overdragen via ontlasting, urine, bloed en speeksel.
Tegen door bacteriën veroorzaakte ziekten worden meestal antibiotica gebruikt. De medische microbiologie is de vakwetenschap die zich met pathogene bacteriën bezighoudt.
Voorbeelden van pathogene bacteriën en door bacteriën veroorzaakte ziekten zijn:
- blauwalg
- Clostridium botulinum en botulisme
- Legionella pneumophila en legionellose (veteranenziekte)

### Tabel met enkele medisch van belang zijnde bacteriën
| Bacteriën die medisch van belang zijn volgens Bergey, 1984 | Bacteriën die medisch van belang zijn volgens Bergey, 1984 | Bacteriën die medisch van belang zijn volgens Bergey, 1984 | Bacteriën die medisch van belang zijn volgens Bergey, 1984 | Bacteriën die medisch van belang zijn volgens Bergey, 1984    |
| groep                                                      | familie                                                    | geslacht                                                   | soort                                                      | beschrijving                                                  |
| ---------------------------------------------------------- | ---------------------------------------------------------- | ---------------------------------------------------------- | ---------------------------------------------------------- | ------------------------------------------------------------- |
| Spirocheten                                                | Spirochaetaceae                                            | Spirochaeta                                                |                                                            |                                                               |
| Spirocheten                                                | Spirochaetaceae                                            | Treponema                                                  | T. pallidum                                                | Spiraalvormig met fijne windingen, anaeroob                   |
| Spirocheten                                                | Spirochaetaceae                                            | Borrelia                                                   | B. burgdorferi                                             | Spiraalvormig met grove windingen, aeroob                     |
| Spirocheten                                                | Spirochaetaceae                                            | Leptospira                                                 | L. interrogans                                             | Spiraalvormig, fijne windingen, aeroob, sterk beweeglijk      |
| Spirillen en gebogen bacteriën                             | Spirillaceae                                               | Spirillum                                                  | S. minor                                                   | Spiraalvormig, polytrische, polaire flagellen                 |
| Spirillen en gebogen bacteriën                             | Spirillaceae                                               | Campylobacter                                              | C. foetus                                                  | Eén flagel aan elke pool, micro-aerofiel                      |
| Gramnegatieve aerobe kokken en staafvormige bacteriën      | Pseudomonadaceae                                           | Pseudomonas                                                | Ps. aeruginosa                                             | Monotrich, oxidase +                                          |
| Gramnegatieve aerobe kokken en staafvormige bacteriën      | Niet bij een familie ingedeelde geslachten                 | Alcaligenes                                                | A. faecalis                                                | Peritrich, bio-chemische activiteit                           |
| Gramnegatieve aerobe kokken en staafvormige bacteriën      | Niet bij een familie ingedeelde geslachten                 | Brucella                                                   | B. abortus                                                 | Klein, onbeweeglijk; stellen hoge eisen aan medium            |
| Gramnegatieve aerobe kokken en staafvormige bacteriën      | Niet bij een familie ingedeelde geslachten                 | Bordetella                                                 | B. pertussis                                               | Klein, onbeweeglijk; stellen hoge eisen aan medium            |
| Gramnegatieve aerobe kokken en staafvormige bacteriën      | Niet bij een familie ingedeelde geslachten                 | Francisella                                                | F. tularensis                                              | Klein, onbeweeglijk; stellen hoge eisen aan medium            |
| Gramnegatieve aerobe kokken en staafvormige bacteriën      | Neisseriaceae                                              | Neisseria                                                  | N. meningitidis                                            | Boonvormige diplokok, oxidase +                               |
| Gramnegatieve aerobe kokken en staafvormige bacteriën      | Neisseriaceae                                              | Moraxella                                                  | M. lacunata                                                | Diplostaaf, oxidase +                                         |
| Gramnegatieve aerobe kokken en staafvormige bacteriën      | Neisseriaceae                                              | Acinetobacter                                              | A calcoacetius                                             | Kokkoïd-staafvormig, oxidase -                                |
| Gramnegatieve facultatief anaerobe staafvormige bacteriën  | Enterobacteriaceae                                         | Escherichia                                                | E. coli                                                    | Peritrich of onbeweeglijk; soms gekapseld, biochemisch actief |
| Gramnegatieve facultatief anaerobe staafvormige bacteriën  | Enterobacteriaceae                                         | Salmonella                                                 | S. typhi                                                   | Peritrich of onbeweeglijk; soms gekapseld, biochemisch actief |
| Gramnegatieve facultatief anaerobe staafvormige bacteriën  | Enterobacteriaceae                                         | Shigella                                                   | Sh. dysenteriae                                            | Peritrich of onbeweeglijk; soms gekapseld, biochemisch actief |
| Gramnegatieve facultatief anaerobe staafvormige bacteriën  | Enterobacteriaceae                                         | Klebsiella                                                 | K. pneumoniae                                              | Peritrich of onbeweeglijk; soms gekapseld, biochemisch actief |
| Gramnegatieve facultatief anaerobe staafvormige bacteriën  | Enterobacteriaceae                                         | Enterobacter                                               | E. enterogenes                                             | Peritrich of onbeweeglijk; soms gekapseld, biochemisch actief |
| Gramnegatieve facultatief anaerobe staafvormige bacteriën  | Enterobacteriaceae                                         | Serratia                                                   | S. marcescens                                              | Peritrich of onbeweeglijk; soms gekapseld, biochemisch actief |
| Gramnegatieve facultatief anaerobe staafvormige bacteriën  | Enterobacteriaceae                                         | Proteus                                                    | P. mirabilis                                               | Peritrich of onbeweeglijk; soms gekapseld, biochemisch actief |
| Gramnegatieve facultatief anaerobe staafvormige bacteriën  | Enterobacteriaceae                                         | Yersinia                                                   | Y. pestis                                                  | Peritrich of onbeweeglijk; soms gekapseld, biochemisch actief |
| Gramnegatieve facultatief anaerobe staafvormige bacteriën  | Enterobacteriaceae                                         | Yersinia                                                   | Y. enterocolitica                                          | Peritrich of onbeweeglijk; soms gekapseld, biochemisch actief |
| Gramnegatieve facultatief anaerobe staafvormige bacteriën  | Vibrionaceae                                               | Vibrio                                                     | V. cholerae                                                | Gekromd met polaire flagellen, meestal monotrich, polair      |
| Gramnegatieve facultatief anaerobe staafvormige bacteriën  | Vibrionaceae                                               | Aeromonas                                                  | A. hydrophila                                              | Gekromd met polaire flagellen, meestal monotrich, polair      |
| Gramnegatieve facultatief anaerobe staafvormige bacteriën  | Niet bij een familie ingedeelde geslachten                 | Flavobacterium                                             | F. meningoscepticum                                        | Peritrich, gelige pigmenten                                   |
| Gramnegatieve facultatief anaerobe staafvormige bacteriën  | Niet bij een familie ingedeelde geslachten                 | Haemophilus                                                | H. influenzae                                              | Klein, kokkoïd, X- en V-factorbehoefte                        |
| Gramnegatieve facultatief anaerobe staafvormige bacteriën  | Niet bij een familie ingedeelde geslachten                 | Pasteurella                                                | P. multocida                                               | Onbeweeglijk, vaak bipolaire kleuring                         |
| Gramnegatieve facultatief anaerobe staafvormige bacteriën  | Niet bij een familie ingedeelde geslachten                 | Streptobacillus                                            | S. moniliformis                                            | Klein; ketens en filamenten met verdikkingen                  |
| Gramnegatieve anaerobe bacteriën                           | Bacteroidaceae                                             | Bacteroides                                                | B. fragilis                                                | Pleiomorf; uit glucose productie van vetzuurmengsels          |
| Gramnegatieve anaerobe kokken                              | Veillonellaceae                                            | Veillonella                                                | V. parvula                                                 | Soms boonvormig                                               |
| Rickettsia's en chlamydia's                                |                                                            |                                                            |                                                            |                                                               |
| Mycoplasma's                                               | Mycoplasmataceae                                           | Mycoplasma                                                 | M. fermentans                                              |                                                               |
| Mycoplasma's                                               | Mycoplasmataceae                                           | Mycoplasma                                                 | M. genitalium                                              |                                                               |
| Mycoplasma's                                               | Mycoplasmataceae                                           | Mycoplasma                                                 | M. hominis                                                 |                                                               |
| Mycoplasma's                                               | Mycoplasmataceae                                           | Mycoplasma                                                 | M. pneumoniae                                              |                                                               |
| Grampositieve kokken                                       |                                                            |                                                            |                                                            |                                                               |
| Straalzwammen of Actinobacteria en verwante organismen     | Coryneforme groep                                          | Corynebacterium                                            | C. diphtheriae                                             | Onregelmatige kleuring en vorm, katalase -                    |
| Straalzwammen of Actinobacteria en verwante organismen     | Propionibacteriaceae                                       | Propionibacterium                                          | P. acnes                                                   | Onbeweeglijk, anaeroob of aerotolerant                        |
| Straalzwammen of Actinobacteria en verwante organismen     | Propionibacteriaceae                                       | Eubacterium                                                | E. multiforme                                              | Meestal onbeweeglijk, anaeroob                                |
| Straalzwammen of Actinobacteria en verwante organismen     | Actinomycetaceae                                           | Actinomyces                                                | A. israelii                                                | Anaeroob, vertakkingen                                        |
| Straalzwammen of Actinobacteria en verwante organismen     | Actinomycetaceae                                           | Bifidobacterium                                            | B. bifidum                                                 | Soms vertakt, bifurcaties                                     |
| Mycobacteriën                                              | Mycobacteriaceae                                           | Mycobacterium                                              | M. tuberculosis                                            | Zuurresistent                                                 |
| Mycobacteriën                                              | Streptomycetaceae                                          | Streptomyces                                               | S. albus                                                   | Sterke myceliumvorming                                        |
| Nocardioformen                                             | Nocardiaceae                                               | Nocardia                                                   | N. tenuis                                                  | Variabele myceliumvorming                                     |

## Bestrijding van ziekteverwekkende bacteriën

### In voedsel
Omdat bacteriën voedsel doen rotten, waarbij toxines vrijkomen, worden ze bestreden met verschillende conserveertechnieken.
- Steriliseren: het doden van micro-organismen door verhitting met vuur of stoom, of gebruik van ultraviolet licht (bacteriën sterven onmiddellijk na blootstelling aan uv-straling), of chemische middelen.
- Invriezen: bacteriën vermenigvuldigen zich minder snel bij minder optimale omgevingsfactoren. Door in te vriezen op -18 °C kan voedsel maanden goed blijven, omdat de bacteriën zich minder snel vermenigvuldigen, dan wel in een sporentoestand gaan.
- Bestralen: gammastraling of röntgenstraling worden toegepast als andere, eenvoudige manieren van conserveren niet aangewezen zijn.
- Konfijten: het toevoegen van suiker.
- Pekelen: het toevoegen van zout.
- Toevoegen van conserveermiddelen of bewaarstoffen: stoffen die de houdbaarheid van levensmiddelen vergroten door ze te beschermen tegen micro-organismen.

### In het menselijk lichaam

#### Natuurlijke bestrijding
De eerste linie van verdediging is het vermijden van een bacteriële infectie door inachtneming van een goede hygiëne. Ieder mens loopt de kans ooit een bacteriële infectie op te lopen.
De tweede linie van verdediging is de algemene weerstand: huid en slijmvliezen vormen een barrière tegen micro-organismen, zoutzuur in de maag doodt micro-organismen, en fagocyten nemen lichaamsvreemde deeltjes op, en doden ze vervolgens door fagocytose. 
Als de tweede linie de infectie niet onder controle krijgt, wordt de specifieke weerstand door het lichaam ingezet (de derde linie). Specifieke weerstand houdt in dat B-lymfocyten (cellen van het immuunsysteem) antilichamen aanmaken tegen het specifieke soort bacterie, als reactie op de infectie. Deze antilichamen binden op de onbekende bacterie of met delen ervan, waardoor deze geneutraliseerd worden en moeilijker kunnen voortbewegen, waarna het afweersysteem ze kan uitschakelen. De gevormde antilichamen blijven in het lichaam aanwezig. De besmette persoon is dan immuun geworden tegen de specifieke bacteriesoort, echter niet per se levenslang.

#### Kunstmatige bestrijding
Bacteriën kunnen bestreden worden met antibiotica, de "vierde linie van verdediging". Als het immuunsysteem de bacterie niet onder controle krijgt, kan toegediende antibiotica de bacterie doden of ten minste verdere bacteriële groei verhinderen. Bacteriesoorten kunnen echter resistent worden tegen antibiotica. 
Bij sterk verzwakte patiënten kan als laatste serumtherapie, "vijfde linie van verdediging", worden ingezet om (noodzakelijke) tijd te winnen; dit zorgt echter niet voor immuniteit tegen de bacterie.
Bacteriële infecties kunnen ook preventief behandeld worden, onder andere met vaccinaties: een sterk verzwakte bacterie wordt in het lichaam geïnjecteerd, wat een reactie van het immuunsysteem oplevert, met immuniteit tegen de betreffende bacteriesoort als resultaat; de immuniteit is echter niet altijd levenslang. 
Uit oogpunt van preventie van bacteriële infectie kan een schaafwond worden gereinigd met zeep en koud stromend water, en vervolgens afgedekt worden met een pleister.
Een speciale vorm van kunstmatige bestrijding is de faagtherapie: bacteriofagen zijn virussen die bacteriën specifiek kunnen uitschakelen. Faagtherapie is beter dan therapie met antibiotica, omdat bacteriën daartegen resistent kunnen worden; echter niet tegen virussen. Bacteriofagen schakelen alleen bepaalde pathogene (ziekteverwekkende) bacteriën uit, antibiotica alle bacteriën. Het enige nadeel van faagtherapie is de kostprijs, voor iedere bacteriesoort moet een aparte faagtherapie ontwikkeld en getest worden.

## Plantenziekten
Bacteriën kunnen ook plantenziekten veroorzaken. Bestrijding is eigenlijk niet mogelijk omdat antibiotica niet voorhanden zijn. De ziekten zijn vrij besmettelijk. Hygiënisch werken is de manier om verspreiding te voorkomen. Voorbeelden zijn:
- bacterievuur (door Erwinia amylovora) vooral bij peer en meidoorn
- watermerkziekte (door Brenneria salicis, synoniem: Erwinia salicis) bij wilgensoorten
- vetvlekkenziekte (door Pseudomonas syringae subsp. savastanoi) bij bonen
- bacteriekanker (door Pseudomonas syringae) bij pruim, perzik en kers
- geelziek (door Xanthomonas hyacinthi) bij hyacint

## Taxonomie
Bacteriën worden onderscheiden naar vorm (morfologie), voedingswijze (metabolisme), en in de moderne taxonomie vooral naar de samenstelling van hun DNA. In de loop van de taxonomische wetenschapsgeschiedenis zijn de bacteriën op verschillende wijzen ingedeeld. In grote lijnen komen de indelingen echter overeen.
De bacteriën worden ingedeeld naar fylum, klasse, subklasse, orde, suborde, familie, tribus (geslachtengroep), geslacht en soort. In de Bacteriological Code komen verder de rangen onderfamilie en subtribus voor, maar deze worden niet gebruikt. 
Soorten worden nog verder onderverdeeld in ondersoorten. Ondersoorten worden aangeduid met een toevoeging aan de tweedelige soortnaam, bijvoorbeeld Campylobacter pylori subsp. mustelae. Zo ontstaat een ternaire naam.
De term (bacterie)stam verwijst naar een zuivere "cultuur", in een microbiologisch laboratorium, van genetisch identieke bacteriën van één bacterie-soort. Een "cultuur" van identieke bacteriën wordt verkregen door een reincultuur.
Bij een stam wordt aan de soortnaam van de oorspronkelijke soort een naam of letter-cijfercombinatie toegevoegd, bijvoorbeeld Lactobacillus casei Shirota of Bifidobacterium longum BB536.

## Nomenclatuur
De naamgeving is internationaal geregeld in de International Code of Nomenclature of Bacteria (Bacteriological Code). Alle erkende soorten die voldoen aan deze nomenclatuur worden na goedkeuring gepubliceerd in de International Journal of Systematic and Evolutionary Microbiology (IJSEM) en opgenomen in de Approved Lists of Bacterial Names (Skerman et al., 1980).
De namen van rangen komen tot stand door aan de naam van het geslacht een suffix toe te voegen:
| Rang          | Engels     | Wetensch.  | Suffix    | Voorbeeld                           |
| ------------- | ---------- | ---------- | --------- | ----------------------------------- |
| Stam, fylum   | phylum     | phylum     | -         |                                     |
| Klasse        | class      | classis    | -         |                                     |
| Subklasse     | subclass   | subclassis | -         |                                     |
| Orde          | order      | ordo       | -ales     | Pseudomonadales                     |
| Suborde       | suborder   | subordo    | -ineae    | Pseudomonadineae                    |
| Familie       | family     | familia    | -aceae    | Pseudomonadaceae                    |
| Onderfamilie  | subfamily  | subfamilia | -oideae   | Pseudomonadoideae                   |
| Tribus        | tribe      | tribus     | -eae      | Pseudomonadeae                      |
| Subtribus     | subtribe   | subtribus  | -inae     | Pseudomonadinae                     |
| Geslacht      | genus      | genus      | -         | Pseudomonas                         |
| Ondergeslacht | subgenus   | subgenus   | (subgen.) | Pseudomonas (subgen. novum)         |
| Soort         | species    | species    | -         | Pseudomonas aeruginosa              |
| Ondersoort    | subspecies | subspecies | (subsp.)  | Pseudomonas aeruginosa subsp. novum |

Een schematisch overzicht met historisch verloop van de omgrenzing van domeinen en supergroepen:
| Linnaeus (1735) 2 rijken | Haeckel (1894) 3 rijken | Whittaker (1969) 5 rijken | Woese (1977) 6 rijken | Woese (1990) 3 domeinen | Cavalier-Smith (1998) 2 domeinen en 6 rijken | Cavalier-Smith (1998) 2 domeinen en 6 rijken | Keeling (2004) 3 domeinen en 5 supergroepen | Keeling (2004) 3 domeinen en 5 supergroepen |
| ------------------------ | ----------------------- | ------------------------- | --------------------- | ----------------------- | -------------------------------------------- | -------------------------------------------- | ------------------------------------------- | ------------------------------------------- |
| Animalia                 | Animalia                | Animalia                  | Animalia              | Eucarya                 | Eukaryota                                    | Animalia                                     | Eukaryota                                   | Unikonta                                    |
| Vegetabilia              | Plantae                 | Fungi                     | Fungi                 | Eucarya                 | Eukaryota                                    | Fungi                                        | Eukaryota                                   | Excavata                                    |
| Vegetabilia              | Plantae                 | Plantae                   | Plantae               | Eucarya                 | Eukaryota                                    | Plantae                                      | Eukaryota                                   | Archaeplastida                              |
| Vegetabilia              | Plantae                 | Protista                  | Protista              | Eucarya                 | Eukaryota                                    | Chromista                                    | Eukaryota                                   | Chromalveolata                              |
| niet behandeld           | Protista                | Protista                  | Protista              | Eucarya                 | Eukaryota                                    | Protozoa                                     | Eukaryota                                   | Rhizaria                                    |
| niet behandeld           | Protista                | Monera                    | Archaebacteria        | Archaea                 | Prokaryota                                   | Bacteria                                     | Archaea                                     | Archaea                                     |
| niet behandeld           | Protista                | Monera                    | Eubacteria            | Bacteria                | Prokaryota                                   | Bacteria                                     | Bacteria                                    | Bacteria                                    |